# Gerichtsbezirk Bojan
Der Gerichtsbezirk Bojan (rumänisch:  Boian; ruthenisch: Bojany) war ein dem Bezirksgericht Bojan unterstehender Gerichtsbezirk im Herzogtum Bukowina. Der Gerichtsbezirk umfasste Gebiete im Norden der Bukowina bzw. in der heutigen Ukraine. Nach dem Ersten Weltkrieg musste Österreich den gesamten Gerichtsbezirk an Rumänien abtreten, nach dem Zweiten Weltkrieg wurde das Gebiet Teil der Sowjetunion bzw. der Ukraine. Es  ist heute Teil des ukrainischen Anteils der Bukowina im Südwesten der Ukraine (Oblast Tscherniwzi).

## Geschichte
Im Zuge der Neuordnung des Gerichtswesen im Kaisertum Österreich waren im Juni 1849 die allgemeinen Grundzüge der Gerichtsverfassung in den Kronländern durch Kaiser Franz Joseph I. genehmigt worden. Hierauf ließ Justizminister Anton von Schmerling Pläne zur Organisierung des Gerichtswesens in der Bukowina ausarbeiten, die der Kaiser am 6. November 1850 per Verordnung ebenfalls genehmigte. Mit der Reorganisation ging die Abschaffung der landesfürstlichen Gerichte ebenso wie der Patrimonial-Gerichte einher, wobei Schmerling ursprünglich die Errichtung von 17 Bezirksgerichten plante und die Bukowina dem Oberlandesgericht Stanislau unterstellt werden sollte. Schließlich schufen die Behörden nur 15 Bezirksgerichte, die man dem Landesgericht Czernowitz bzw. dem Oberlandesgericht Lemberg zuordnete. Die Errichtung der gemischten Bezirksämter, die neben der Verwaltung auch die Justiz zu besorgen hatten, wurde schließlich per 29. September 1855 amtswirksam.
Das Gebiet des späteren Gerichtsbezirks Bojan gehörte zunächst zum Gerichtsbezirk Sadagora, der für Verbrechen und Vergehen dem  Untersuchungsgericht bzw. Landesgericht Czernowitz unterstellt war. Im Zuge der Trennung der politischen von der judikativen Verwaltung bildete der Gerichtsbezirk Sadagora ab 1868 gemeinsam mit dem Gerichtsbezirk Czernowitz den Bezirk Czernowitz. Per 28. März 1870 kam es im Zuge einer Reform der Gerichtsbezirke zu weitreichenden Gebietsänderungen zwischen den Gerichtsbezirken der Bukowina, wobei der Gerichtsbezirk Sadagora jedoch von diesen Veränderungen nicht betroffen war. 1899 wurde schließlich die Errichtung des Gerichtsbezirks Bojan auf einem Teil des Gerichtssprengels Sadagora verordnet. Dabei wurden die Gemeinden bzw. Gutsgebiete Bojan, Gogolina, Kotol-Ostritza, Lehuczeni-Tentului, Mahala, Nowosielitzka und Słobodzia-Rarance aus dem Gerichtsbezirk Sadagora ausgeschieden und zum Gerichtsbezirk Bojan zusammengeschlossen. Die Errichtung des Gerichtsbezirks Bojan wurde jedoch erst per 1. Februar 1904 amtswirksam.